# 庆善寺塔
庆善寺塔是一座位于台州市黄岩区大寺巷总工会内的清代古塔，现为台州市文物保护单位。

## 历史
关于庆善寺塔的始建时间，根据光绪版黄岩县志对庆善寺的记载，通常有两种说法。一说是庆善寺塔始建于晋永和元年（345年），原名安宁塔。宋绍兴二十一年（1151年）随寺改名而改为今名。另一说是庆善寺塔始建于宋绍兴二十一年（1151年）。庆善寺塔在康熙十一年（1671年）进行过重修，在1956年被公布为浙江省二级重点文物保护单位。1960年代进行过大修。由于没有按照“修旧如旧”的原则进行，脱离了古塔的旧制，在外部上粉饰过分，内部亦多有破坏，“造成古塔面目全非”，导致庆善寺塔1982年被降格为县级文物保护单位。2001年，庆善寺塔由于各层出檐木作腐朽断落，又进行过一次修缮工程。

## 建筑特点
庆善寺为砖木结构楼阁式塔，通高35米。塔为五层六面，内部中空，有台级可上。塔的每层每面均有壸门、斗拱、叠涩出檐等结构。